# Nyabakan Timur
Nyabakan Timur is een bestuurslaag in het regentschap Sumenep van de provincie Oost-Java, Indonesië. Nyabakan Timur telt 5366 inwoners (volkstelling 2010).